# Carnegie Hall

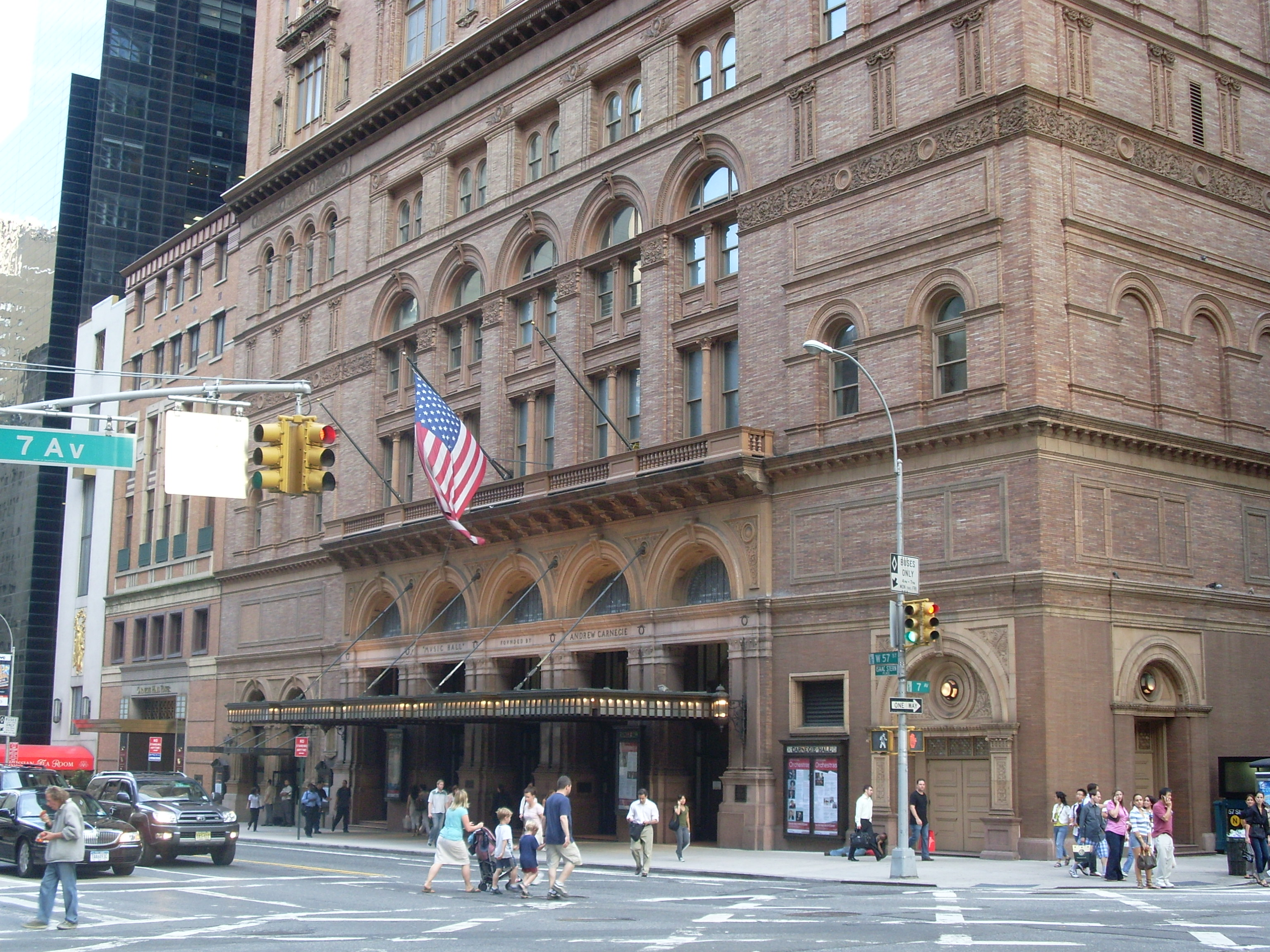
Intrarea principală în Carnegie Hall

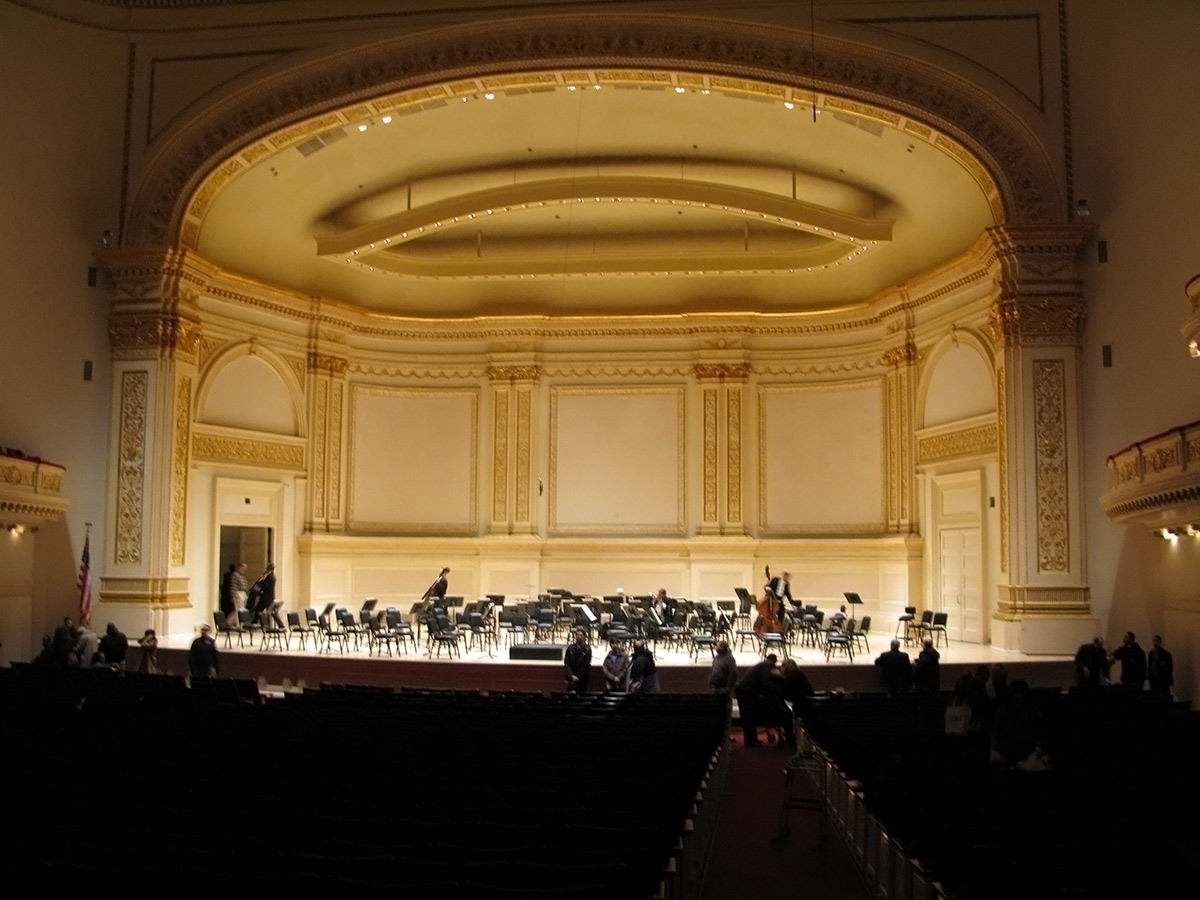
Carnegie Hall.Vedere spre scenă

Carnegie Hall este o sală de concert în Midtown Manhattan la New York City, în Statele Unite, pe Seventh Avenue 881, ocupând porțiunea de est a lui Seventh Avenue între West 56th Street și West 57th Street, două străzi mai la sud de Central Park.
Planificat de arhitectul William Burnet Tuthill și construit de către omul de afaceri și filantropul Andrew Carnegie în anul 1891, Carnegie Hall este una din cele mai prestigioase săli de concert din lume, atat pentru muzica cultă, cât și pentru cea ușoară. Carnegie Hall are propriile sale programe artistice, și secții de comercializare, și găzduiește circa 250 spectacole pe stagiune.
De asemenea, sala este închiriată de diferite ansambluri. În stagiunea 2008-2009 a fost închiriată pentru 600 evenimente. Ea nu mai are o proprie companie a casei din anul 1962, când Filarmonica din New York a părăsit-o pentru Sala Filarmonică din Lincoln Center (numită Avery Fisher Hall între anii 1973-2015 și David Geffen Hall începând din 2015)